# Michael Greisiger
Michael Greisiger (ur. 25 grudnia 1851 w Forbergu na Spiszu, zm. 10 września 1912 w Szepesbéla) – spiskoniemiecki lekarz, farmaceuta, badacz przyrody i historii Spiszu, działacz społeczny i turystyczny, publicysta.

## Życiorys
Pochodził z rodziny rolniczej. Uczył się w gimnazjum w Kieżmarku, a po maturze (1872) studiował na fakultecie lekarskim Uniwersytetu w Budapeszcie, który ukończył w 1877 z tytułem doktora nauk medycznych. W 1880 powrócił na Spisz i otwarł praktykę lekarską w Białej Spiskiej. Tu się ożenił i miał cztery córki. Jedną z nich była późniejsza wybitna węgierska botaniczka Irma Győrffy.
W 1883 objął w Białej Spiskiej posadę głównego lekarza miejskiego, a później także lekarza zakładowego miejscowej fabryki wyrobów tytoniowych. W ramach tego pierwszego stanowiska szczególną uwagę zwracał na ochronę zdrowia najgorzej sytuowanych warstw miejskiej społeczności. Obserwował warunki zdrowotne w sąsiednich wsiach Zamagurza Spiskiego, a także w Jaworzynie Spiskiej, słusznie sądząc, że zależy od nich w pewnym stopniu również zdrowie mieszkańców miasta. Dbał o niesienie pomocy lekarskiej mieszkańcom romskich osad w Rakusach i Krzyżowej Wsi. Najuboższych leczył bezpłatnie. Jednocześnie usilnie walczył z alkoholizmem.
Nie ograniczał się jedynie do pracy medyka. Interesował się botaniką, w tym florą Tatr. W czasie licznych wycieczek zgromadził imponujący zielnik roślin występujących na Spiszu, w tym tatrzańskich, a wiele z rosnących tu gatunków ziół wykorzystywał do własnoręcznej produkcji leków. Fascynowały go owady, zwłaszcza chrząszcze i z czasem zgromadził interesującą kolekcję koleopterologiczną. Przez szereg lat prowadził zapisy fenologiczne i związane z tym obserwacje migracji ptaków.
Zajmował się także badaniami archeologicznymi i paleontologicznymi. Prowadził wykopaliska na szeregu stanowisk w rejonie Białej Spiskiej, Kieżmarku, Wielkiej Łomnicy oraz na Hrádku w Ganowcach, gromadząc duży zbiór artefaktów z różnych okresów. Zbiory paleontologiczne pozyskiwał głównie w Tatrach Bielskich i w jaworzyńskiej części Tatr Wysokich.
Inicjował szereg przedsięwzięć w celu rozwoju miasta i poprawy warunków życia jego mieszkańców. Po odkryciu w 1881 rozległych korytarzy Jaskini Bielskiej zaangażował się w jej rozreklamowanie oraz w rozbudowę Tatrzańskiej Kotliny (wówczas jej tereny należały do miasta Biała Spiska) jako udostępniającej jaskinię bazy turystycznej. Jako aktywny członek Węgierskiego Towarzystwa Karpackiego inicjował trasowanie i znakowanie szlaków turystycznych oraz organizowanie zbiorowych wycieczek do okolicznych dolin. Jako dobry znawca Tatr w miarę możliwości osobiście prowadził w góry wielu innych badaczy gór, m.in. wybitnego geologa i tektonika Viktora Uhliga.
Był płodnym publicystą. Liczne prace i mniejsze notatki krajoznawcze, historyczne i przyrodnicze, publikowane zarówno w prasie regionalnej jak i wydawnictwach naukowych, odzwierciedlają jego szeroki wachlarz zainteresowań. Pisał m.in. o limbie i cisie w Tatrach (A Magas-Tátra fenyvesei, „Turisták Lapja” 1889), o ptakach na Spiszu (Die Vögel von Béla und Umgebung, „Jahrbuch des UKV” 1884), o jeleniu w Tatrach (Zur Geschichteder Hirsche in der Tátra und deren umgegend, tamże 1885) czy o spiskich źródłach mineralnych. Opublikował szereg opracowań z zakresu archeologii (m.in. Késmark in der Steinzeit, „Karpathen Post” 1890, nr 25 i 26; Zur Vorgeschichte unserer Tátragegend, „Jahrbuch des UKV” 1893; Die Gross-Lomnitzer Burg, tamże 1896; A gánóczi „Hradek” czölöp építményeiről. Über die Pfahlbauten des gánóczer „Hradek”, „Szepesi Orvos-És Gyógyszerész-Egylet. Évkönyve 1906”). Zajmował się też etnografią Spiszu (Kulturhistorisches aus der Tátragegend, „Jahrbuch des UKV” 1897 i 1901).
Jego bogate zbiory botaniczne, entomologiczne, archeologiczne i etnograficzne znajdują się obecnie w muzeach w Kieżmarku i Popradzie. W 1971 uczczono go tablicą pamiątkową na jego dawnym domu w Białej Spiskiej.